# Clásica de Almería 1999
La Clásica de Almería 1999, quattordicesima edizione della corsa, si disputò il 28 febbraio 1999 per un percorso di 188 km. Fu vinta dal ceco Ján Svorada, che terminò in 5h34'51". La gara era classificata di categoria 1.4 nel calendario dell'UCI.

## Ordine d'arrivo (Top 10)
| Pos. | Corridore      | Squadra        | Tempo    |
| ---- | -------------- | -------------- | -------- |
| 1    | Ján Svorada    | Lampre         | 5h34'51" |
| 2    | Nicola Minali  | Cantina Tollo  | s.t.     |
| 3    | Ángel Edo      | Kelme          | s.t.     |
| 4    | Julian Dean    | US Postal      | s.t.     |
| 5    | Geert Verheyen | Lotto          | s.t.     |
| 6    | Marcus Zberg   | Rabobank       | s.t.     |
| 7    | Ramon Medina   | Vitalicio Seg. | s.t.     |
| 8    | Marco Pantani  | Mercatone Uno  | s.t.     |
| 9    | Matteo Tosatto | Ballan         | s.t.     |
| 10   | Karsten Kroon  | Rabobank       | s.t.     |